# سيلفيا لوسون جونستون
سيلفيا لوسون جونستون (بالإنجليزية: Silvia Lawson Johnston)‏ هي سيدة أعمال بريطانية، ولدت في 1940.